# Драженко Нинић
Драженко Нинић (Штутгарт, 1. јануар 1976) је бивши српски кик-боксер и мајстор борилачких вјештина.

## Биографија
Рођен у Штутгарту, гдје је живио до доби од пет година, када се с родитељима обрео у Футогу, у Србији. Ту је похађао основну школу Мирослав Антић. Затим је наставио студије у средњој школи у Новом Саду. Кик-бокс почео да тренира са 17 година у Руми, 1998. године. Године 2002. преселио се у Бања Луку, главни град Републике Српске, гдје и данас живи. Интересантно је то што је на почетку каријере тренирао фудбал паралелно са кик-боксом.
У његову част један кик-бокс клуб из Бања Луке назван је по њему. Од 2016. године постао је почасни предсједник кик-бокс савеза Републике Српске.

## Успјеси
Аматерски првак некадашње Србије и Црне Горе, Социјалистичке Републике Југославије, првак Војводине и Србије, Републике Српске и Босне и Херцеговине, првак Медитерана, једном краљ ринга, два пута првак Балкана, аматерски свјетски првак. Два пута је био спортиста године Републике Српске и једном града Бања Луке. Професионални првак Европе је био четири пута и професионални свјетски првак три пута у три различите федерације. Врхунац његове каријере представљала је борба у манифестацији Ноћ шампиона, пред домаћом, бањалучком публиком у којој је нокаутирао Француза Хишема Медукалија и приграбио свјетску круну у WКА верзији, категорије до 86 килограма (дисциплина лоу-кик), и тако ову титулу придодао већ освојеним шампионским појасевима у WАКО про и WМТА верзији. Нинић је већ средином друге рунде два пута бацио противника на под, након чега Медукали више није могао да настави борбу.

## Награде и признања
Драженко Нинић освојио је бројне награде, како аматерске и професионалне:
- 2001: Аматерски првак Медитерана
- 2001 и 2006: Аматерски првак Балкана
- 2001, 2002 и 2004: Аматерски европски првак
- 2002-2003, 2006 и 2007: Европски шампион у професионалној верзији
- 2005: Краљ ринга
- 2008: WAKO PRO и WMTA светски првак
- 2009: Светски првак WKA